# Christian Dalgas
Christian Dalgas (født 7. maj 1862 i Aarhus, død 9. november 1939 på Høllund Søgård, Vorbasse) var en dansk forstmand, søn af Enrico Mylius Dalgas.
Dalgas blev student 1880 og tog forsteksamen 1885. Samme år blev han ansat som skovrider ved Hedeselskabet i Ringkøbing Amt. I 1903 blev han formand for selskabets budgetudvalg og i 1910 dets kommitterede. Som sådan var han mellemledet mellem selskabets afdelingsledere og bestyrelsen, alle sager fra afdelingerne blev forelagt bestyrelsen med hans erklæringer; han vågede over, at bevillingerne blev overholdt; hovedkontoret i Viborg var ham underlagt, og sammen med kontorchefen dér forestod han redaktionen af selskabets tidsskrift. I 1928 blev han statens tilsynsførende ved de under Hedeselskabets medvirkning oprettede fredsskovplantager i Jylland.
I 1887 giftede Christian Dalgas sig med Jensine Emilie f. Scheele (1861-?), og de fik fem børn:
- Dagmar Dalgas, født 9. januar 1890, Birkebæk.
- Jean Marc Antonie Dalgas, født 19. januar 1891, Birkebæk, død 28. januar 1946.
- Marie Magdalene Dalgas, født 4. marts 1892, Birkebæk.
- Henrik Dalgas, født 15. juni 1893, Birkebæk, død 9. maj 1967.
- Ellen Margrethe Dalgas, født 23. december 1894.

- Gravsten ved Hovborg Kirke